# Aeonium sedifolium
Aeonium sedifolium ist eine Pflanzenart aus der Gattung Aeonium in der Familie der Dickblattgewächse (Crassulaceae).

## Beschreibung

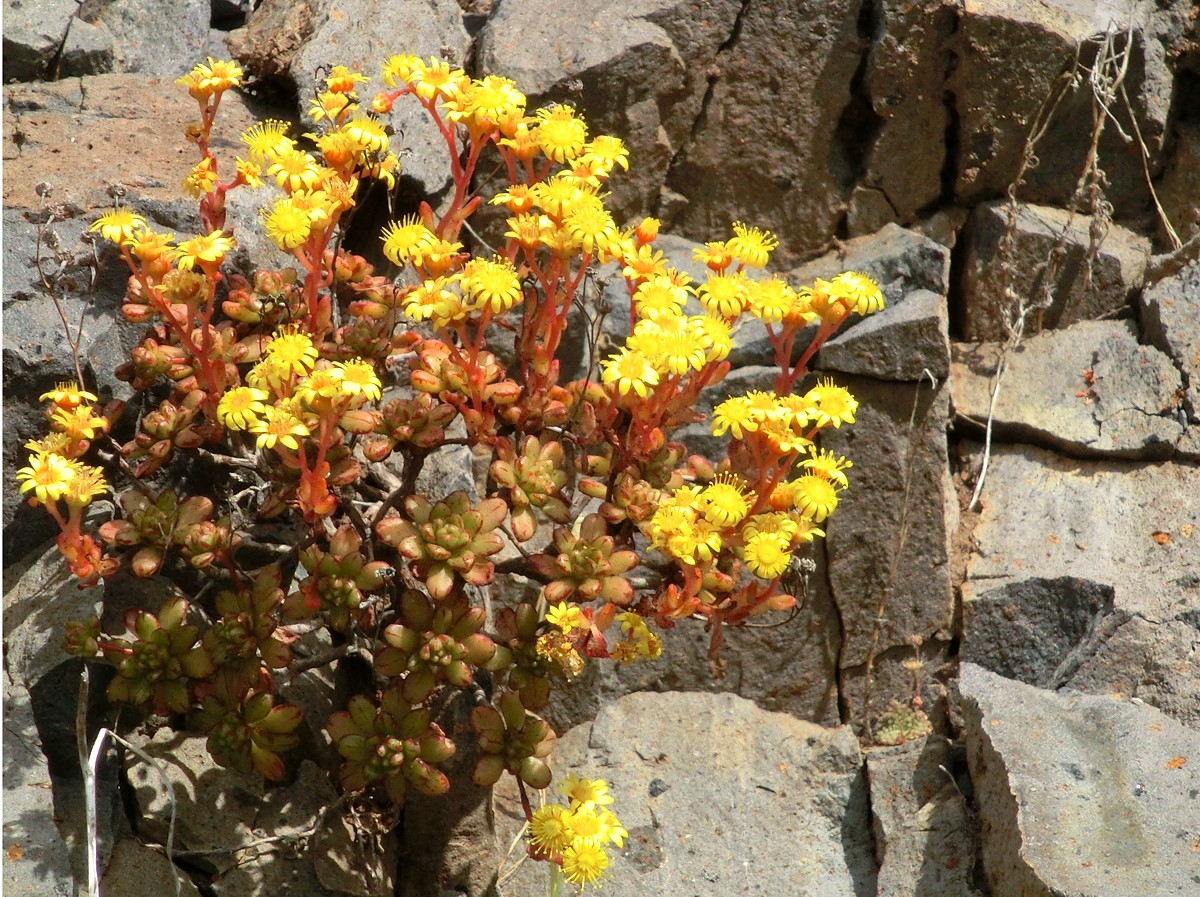
Blühende Pflanze in Teneriffa

### Vegetative Merkmale
Aeonium sedifolium wächst als mehrjähriger, dicht verzweigter Kleinstrauch und erreicht Wuchshöhen von bis zu 40 Zentimeter. Die glatten, spärlich schwach flaumhaarigen, klebrigen Triebe sind nicht netzartig gemustert und weisen einen Durchmesser von 1 bis 5 Millimeter auf. Ihre ziemlich flachen Rosetten erreichen einen Durchmesser von 1,4 bis 3 Zentimeter. Innere Blätter sind mehr oder weniger aufrecht und bilden in der Trockenzeit eine kugelförmige Knospe. Die eiförmigen bis verkehrt eiförmigen, grünen bis gelblichen, glänzenden, schwach flaumhaarigen, klebrigen Laubblätter sind 0,7 bis 1,5 Zentimeter lang, 0,4 bis 1 Zentimeter breit und 0,3 bis 0,5 Zentimeter dick. Die Blattunterseite ist rötlich gestreift, nahe der Spitze variegat mit vielen bräunlichen Linien.

### Generative Merkmale
Der lockere Blütenstand weist eine Länge von 2 bis 7 Zentimeter und eine Breite von 2 bis 5 Zentimeter auf. Der Blütenstandsstiel ist 2 bis 8 Zentimeter lang. Die neun- bis elfzähligen Blüten stehen an einem 5 bis 16 Millimeter langen, schwach flaumhaarigen Blütenstiel. Ihre Kelchblätter sind schwach flaumhaarig. Die gelben, verkehrt eiförmigen oder verkehrt lanzettlichen, zugespitzten oder stumpfen Kronblätter sind 5 bis 7 Millimeter lang und 2 bis 2,5 Millimeter breit. Die Staubfäden sind spärlich schwach flaumhaarig.

### Chromosomenzahl
Die Chromosomenzahl beträgt 2n = 36.

## Verbreitung
Aeonium sedifolium ist auf Teneriffa und im Norden von La Palma in Höhen von bis zu 800 Metern verbreitet.

## Taxonomie
Die Erstbeschreibung als Aichryson sedifolium durch Carl August Bolle wurde 1859 veröffentlicht. Charles-Joseph Marie Pitard und Louis Proust stellten die Art 1909 in die Gattung Aeonium.
Weitere nomenklatorische Synonyme sind Greenovia sedifolium (Webb ex Bolle) Webb ex Christ (1888) und Sempervivum sedifolium (Webb ex Bolle) Webb ex Christ (1888).

## Nachweise